# V8 (JavaScript машина)
V8 је бесплатна имплементација JavaScript језика, направљена од стране компаније Google, под BSD лиценцом слободног софтвера. Испоручује се као део веб претраживача Google Chrome.

## Настанак
V8 развија Google V8-тим на челу са Ларс Баком у Google истраживачкој лабораторији у Архусу(Данска), која са Универзитетом Архус ради на истраживању и развоју виртуелних машина. Написан је у C++ програмском језику. Подржава x86 и ARM хардверске архитектуре, као и multi-core процесоре.

## Начин рада
V8 компилира JavaScript код у изворни машински код. Компилован код је додатно оптимизован, а технике које се користе за оптимизацију су инлајновање, избегавање скупих операција, инлајн кеширање, итд.

## Употреба
V8 је намењен да се користи у веб претраживачу(Google Chrome), али и као софтвер високих перформанси који може да се користи за самосталне пројекте.